# Upham (Nuevo Brunswick)
Upham es una parroquia canadiense situada en la provincia de Nuevo Brunswick.

## Superficie
Upham tiene una superficie de 189,21 km².

## Demografía
En 2021, tenía 1357 habitantes, una densidad poblacional de 7,2 hab./km², y 586 viviendas.